# لیگ برتر فوتسال زنان ایران ۱۳۹۰
لیگ برتر فوتسال زنان ایران ۱۳۹۰ هفتمین دوره از بالاترین سطح لیگ فوتسال زنان در ایران است که در سال ۱۳۹۰ انجام شد و در خرداد ماه ۱۳۹۱ به پایان رسید. در این مسابقات ۱۰ تیم شرکت داشتند که عبارتند از: ملی حفاری اهواز، فرهنگ ایثار، فولاد ماهان سپاهان، صنعت نفت نوین، شاهین بندرعباس، وحدت ساری، نیوساد گیلان، حجاب قزوین، فردوسی مشهد، آراد جرعه فارس (تیم هیئت فوتبال فارس). تیم آرادجرعه فارس که جزو آخرین تیم‌های حضور یافته در این مسابقات بود، به دلیل شرکت نکردن در دو بازی به کمیته انضباطی معرفی شد، این تیم با مشکلات عدیده‌ای دست و پنجه نرم کرد و به دلیل مشکلات مالی و نداشتن اسپانسر، دروازه‌بان‌شان مربیگری می‌کرد. این مسابقات با شرکت ۹ تیم ادامه پیدا کرد. تیم فرهنگ ایثار از نیم فصل لیگ تحت پوشش باشگاه پرسپولیس قرار گرفت و تحت نام ایثار پرسپولیس مسابقات را ادامه داد.
در پایان تیم ایثار پرسپولیس تهران به مقام قهرمانی و تیم حجاب قزوین با ۳۹ امتیاز و تفاضل گل ۴۸+ به مقام نایب قهرمانی این مسابقات رسید و ملی حفاری اهواز با ۳۹ امتیاز و تفاضل گل ۳۶+ سوم شد. طی ۱۸ هفته و ۹۰ بازی که انجام شد، ۵۶۳ گل از خطوط دروازه‌ها عبور کرد و عنوان خانم گلی این مسابقات با ۲۸ گل به فاطمه اعتدادی بازیکن ملی پوش تیم فوتسال حجاب قزوین رسید. بهترین خط حمله متعلق به تیم حجاب قزوین با ۱۰۰ گل زده و بهترین خط دفاع متعلق به تیم‌های فرهنگ ایثار ایرانیان و ملی حفاری اهواز با ۲۷ گل خورده است.
از بازیکنان تیم قهرمان ایثار پرسپولیس تهران می‌توان از لیلا اقبالی، نیلوفر اردلان و سرمربی تیم خانم مظفر می‌توان نام برد که برای سومین سال متوالی قهرمان لیگ شدند.

## رده‌بندی پایانی
| رتبه | تیم                  | امتیاز |
| ---- | -------------------- | ------ |
| ۱    | ایثار پرسپولیس تهران | ۴۳     |
| ۲    | حجاب قزوین           | ۳۹     |
| ۳    | ملی حفاری اهواز      | ۳۹     |
| ۴    | صنعت نفت نوین        | ۳۰     |
| ۵    | فولاد ماهان سپاهان   | ۲۹     |
| ۶    | شاهین بندر عباس      | ۲۷     |
| ۷    | نیوساد گیلان         | ۲۲     |
| ۸    | وحدت ساری            | ۱۹     |
| ۹    | فردوسی مشهد          | ۱۲     |
| ۱۰   | آراد جرعه فارس       | ۳      |